# Ocell setinat daurat
L'ocell setinat daurat (Cnemophilus macgregorii) és una espècie d'ocell de la família dels cnemofílids (Cnemophilidae).

## Hàbitat i distribució
Viu entre la malesa del bosc i arbres dels bosc humid de les muntanyes orientals de Nova Guinea.

## Taxonomia
S'han descrit dues subespècies:
- C. m. sanguineus Iredale, 1948, de la zona central de Nova Guinea oriental.
- C. m. macgregorii De Vis, 1890, del sud-est de Nova Guinea.

Alguns autors consideren sanguineus una espècie de ple dret:
- ocell setinat roig[4](Cnemophilus sanguineus).